# Værløse Bibliotek
Værløse Bibliotek er et moderne folkebibliotek, bygget i 1979 af arkitekt Niels J. Holm, som måske var inspireret af sine kirkebyggerier. Både voksen- og børnebiblioteket er karakteristiske med de store næsten kirkeagtige vinduer, som giver stort lysindfald. 
Bygningen består af tre kvadratiske rum i røde teglsten med stærkt skrånende tage, forbundet af en lav forhal. Placeringen er meget central i forhold til gågaden eller Bymidten, hvilket krævede nedrivning af en ejendom: Mourvilles Minde, som var en af de sidste gamle patriciervillaer i byen.
Værløses Bibliotek er hovedbibliotek for Hareskov Bibliotek og Farum Bibliotek, som udgør de 3 biblioteker i Furesø Kommune. (Nu derfor kaldet Furesø Bibliotekerne.)
Det tidligere bibliotek består endnu og er forbundet med det nye med et lavt gangparti. Det har været anvendt som kulturhus, pædagogisk central, ungdomshus m.m.
I tilknytning til biblioteket ligger byens kulturhus, Galaksen.